# Легота-над-Рімавіцоу
Легота-над-Рімавіцоу (словац. Lehota nad Rimavicou — село, громада в окрузі Рімавска Собота, Банськобистрицький край, центральна Словаччина, регіон Малогонт. Кадастрова площа громади — 30,07 км². Населення — 276 осіб (за оцінкою на 31 грудня 2017 р.).

## Історія
Перша згадка 1274 року.

## Населення
| Рік:            | 1994. | 2004.   | 2014.    | 2024.   |
| --------------- | ----- | ------- | -------- | ------- |
| Кількість осіб: | 344   | 331     | 270      | 257     |
| Різниця:        |       | -3,77 % | -18,42 % | -4,81 % |

| Рік:            | 2023. | 2024. |
| --------------- | ----- | ----- |
| Кількість осіб: | 257   | 257   |
| Різниця:        |       | +0 %  |